# David Meyler
David Meyler, né le 29 mai 1989 à Cork (Irlande), est un footballeur international irlandais qui évolue au poste de milieu de terrain entre 2008 et 2019.
En plus de sa carrière professionnelle de footballeur, il est également vidéaste amateur sur YouTube, spécialisé dans les vidéos autour des jeux vidéo FIFA.

## Biographie

### Débuts en Irlande
Formé au Cork City FC, club de sa ville natale, David Meyler y commence sa carrière professionnelle en 2008. Il dispute 10 matchs de championnat avant de rejoindre le club anglais de Sunderland AFC le 25 juillet 2008.

### Sunderland AFC
Il passe la saison 2008-2009 avec la réserve avant d'intégrer le groupe professionnel au cours de l'été 2009. Meyler dispute son premier match de Premier League le 28 décembre 2009 face aux Blackburn Rovers.

### Hull City AFC
Le 8 novembre 2012, il est prêté à Hull City (D2 anglaise) puis y est définitivement transféré au cours du mois de janvier suivant.

### Reading FC
Le 5 juin 2018, Meyler s'engage pour deux ans avec le Reading FC.
Le 31 janvier 2019, il est prêté à Coventry City.
Handicapé par une blessure au genou, il annonce qu'il met un terme à sa carrière professionnelle en août 2019, alors qu'il est âgé de 30 ans.

## Sélection nationale
En février 2009, il débute avec les espoirs irlandais contre l'Allemagne.
Le 11 septembre 2012, il honore sa première sélection en A lors du match amical face à Oman (victoire 4-1).

## Statistiques
| Saison                | Club                  | Championnat           | Championnat | Championnat | Coupe nationale | Coupe nationale | Coupe de la Ligue | Coupe de la Ligue | Compétition(s) continentale(s) | Compétition(s) continentale(s) | Compétition(s) continentale(s) | Play-offs | Play-offs | Total | Total |
| Saison                | Club                  | Division              | M.          | B.          | M.              | B.              | M.                | B.                | Comp.                          | M.                             | B.                             | M.        | B.        | M.    | B.    |
| 2008                  | Cork City             | Premier Division      | 2           | 0           | 1               | 0               | -                 | -                 | -                              | -                              | -                              | -         | -         | 3     | 0     |
| Sous-total            | Sous-total            | Sous-total            | 2           | 0           | 1               | 0               | -                 | -                 | -                              | -                              | -                              | -         | -         | 3     | 0     |
| 2009-2010             | Sunderland AFC        | Premier League        | 10          | 0           | 2               | 0               | -                 | -                 | -                              | -                              | -                              | -         | -         | 12    | 0     |
| 2010-2011             | Sunderland AFC        | Premier League        | 5           | 0           | -               | -               | -                 | -                 | -                              | -                              | -                              | -         | -         | 5     | 0     |
| 2011-2012             | Sunderland AFC        | Premier League        | 7           | 2           | 2               | 0               | -                 | -                 | -                              | -                              | -                              | -         | -         | 9     | 2     |
| 2012-2013             | Sunderland AFC        | Premier League        | 3           | 0           | -               | -               | 2                 | 0                 | -                              | -                              | -                              | -         | -         | 5     | 0     |
| Sous-total            | Sous-total            | Sous-total            | 25          | 0           | 4               | 0               | 2                 | 0                 | -                              | -                              | -                              | -         | -         | 31    | 0     |
| 2012-2013             | Hull City AFC (prêt)  | Championship          | 10          | 3           | -               | -               | -                 | -                 | -                              | -                              | -                              | -         | -         | 10    | 3     |
| 2012-2013             | Hull City AFC         | Championship          | 18          | 2           | 1               | 0               | -                 | -                 | -                              | -                              | -                              | -         | -         | 19    | 2     |
| 2013-2014             | Hull City AFC         | Premier League        | 30          | 2           | 7               | 0               | 3                 | 0                 | -                              | -                              | -                              | -         | -         | 40    | 2     |
| 2014-2015             | Hull City AFC         | Premier League        | 28          | 1           | -               | -               | 1                 | 0                 | C3                             | 3                              | 0                              | -         | -         | 32    | 1     |
| 2015-2016             | Hull City AFC         | Championship          | 26          | 2           | 3               | 0               | 4                 | 1                 | -                              | -                              | -                              | 2         | 0         | 35    | 3     |
| 2016-2017             | Hull City AFC         | Premier League        | 20          | 1           | 2               | 0               | 6                 | 0                 | -                              | -                              | -                              | -         | -         | 28    | 1     |
| 2017-2018             | Hull City AFC         | Championship          | 25          | 5           | 2               | 0               | -                 | -                 | -                              | -                              | -                              | -         | -         | 27    | 5     |
| Sous-total            | Sous-total            | Sous-total            | 157         | 16          | 15              | 2               | 14                | 1                 | -                              | 3                              | 0                              | 2         | 0         | 191   | 19    |
| 2018-2019             | Reading FC            | Championship          | 5           | 0           | -               | -               | -                 | -                 | -                              | -                              | -                              | -         | -         | 5     | 0     |
| Sous-total            | Sous-total            | Sous-total            | 5           | 0           | -               | -               | -                 | -                 | -                              | -                              | -                              | -         | -         | 5     | 0     |
| 2018-2019             | Coventry City (prêt)  | League One            | 5           | 0           | -               | -               | -                 | -                 | -                              | -                              | -                              | -         | -         | 5     | 0     |
| Sous-total            | Sous-total            | Sous-total            | 5           | 0           | -               | -               | -                 | -                 | -                              | -                              | -                              | -         | -         | 5     | 0     |
| Total sur la carrière | Total sur la carrière | Total sur la carrière | 194         | 16          | 20              | 2               | 16                | 1                 | -                              | 3                              | 0                              | 2         | 0         | 235   | 19    |

## Palmarès
- Hull City AFC
  - Finaliste de la Coupe d'Angleterre en 2014.